# Dreikönigenschrein
Der Dreikönigenschrein im Kölner Dom ist ein als Goldschmiedearbeit hergestelltes Reliquiar aus der Zeit Ende des 12. Jahrhunderts. Er birgt Gebeine, die Erzbischof Rainald von Dassel im Jahr 1164 nach Köln brachte und die in der römisch-katholischen Kirche als die Reliquien der Heiligen Drei Könige verehrt werden. Außerdem enthält der Schrein die Gebeine von Gregor von Spoleto sowie weitere Teile, die nicht mehr zuzuordnen sind, lange jedoch den Heiligen Felix und Nabor zugeschrieben wurden, denen auch ein gotisches Fenster in der Michaelskapelle gewidmet ist.
Der Schrein, der etwa zwischen 1190 und 1225 von dem Goldschmied Nikolaus von Verdun gefertigt wurde, gilt als das größte und künstlerisch anspruchsvollste Reliquiar, das aus dem Mittelalter erhalten ist. Er ist zweigeschossig in Form einer Basilika aufgebaut und mit goldenen Figuren, Edelsteinschmuck, Gemmen, Kameen und Emailschmelzen verziert, die die christliche Heilsgeschichte von den Anfängen des Alten Testaments bis zum Jüngsten Gericht illustrieren.
Der Schrein wurde zunächst im karolingischen Hildebold-Dom aufgestellt; die Reliquien und ihr kostbares Behältnis dürften – nicht zuletzt wegen der aufkommenden Pilgerströme – den Entschluss zum Bau eines neuen, gotischen Doms ab dem Jahr 1248 mitveranlasst haben. Innerhalb des gotischen Doms hatte der Schrein unterschiedliche Standorte; seinen heutigen zentralen Platz hinter dem Hochaltar nimmt er seit 1948 ein.

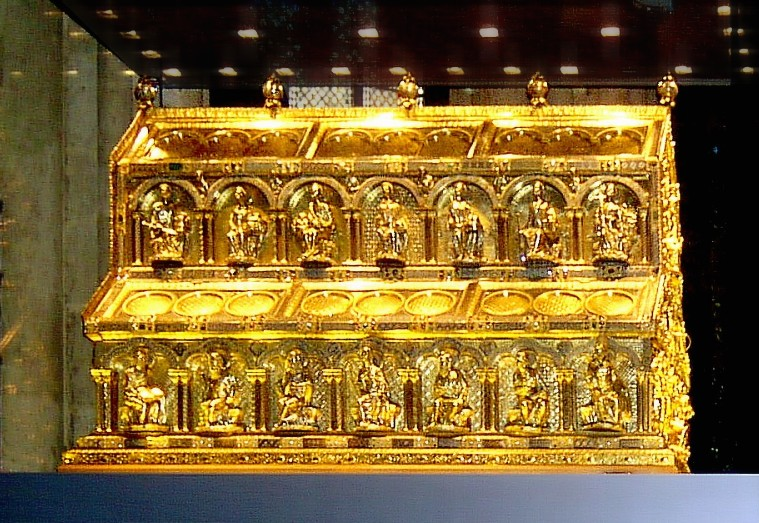
Dreikönigenschrein im Kölner Dom

## Vorgeschichte und Kontext

### Reliquien
Über den Ursprung der Dreikönigs-Reliquien und ihre Verehrung liegen keine gesicherten Erkenntnisse vor. Der Überlieferung zufolge soll die hl. Helena, die Mutter Kaiser Konstantins, um das Jahr 326 von Konstantinopel nach Palästina gereist sein, dort die Reliquien aufgefunden und an sich genommen haben.
Eine Vita des Mailänder Bischofs Eustorgius I. (343–349) aus dem 12. Jahrhundert berichtet, dass die Gebeine zu Beginn des 4. Jahrhunderts durch ihn aus Konstantinopel nach Mailand übertragen wurden, wozu es jedoch keine älteren Quellen gibt. Eine frühe Verehrung der drei Weisen als Heilige ist nicht belegt und auch eher unplausibel, da sich die Heiligenverehrung jener Zeit auf Märtyrer konzentrierte. Erst später verehrte man auch Bekenner. So berichtet etwa der Kirchenvater Ambrosius von Eustorgius und erwähnte dabei Nabor und Felix, nicht jedoch die Dreikönigsreliquien.

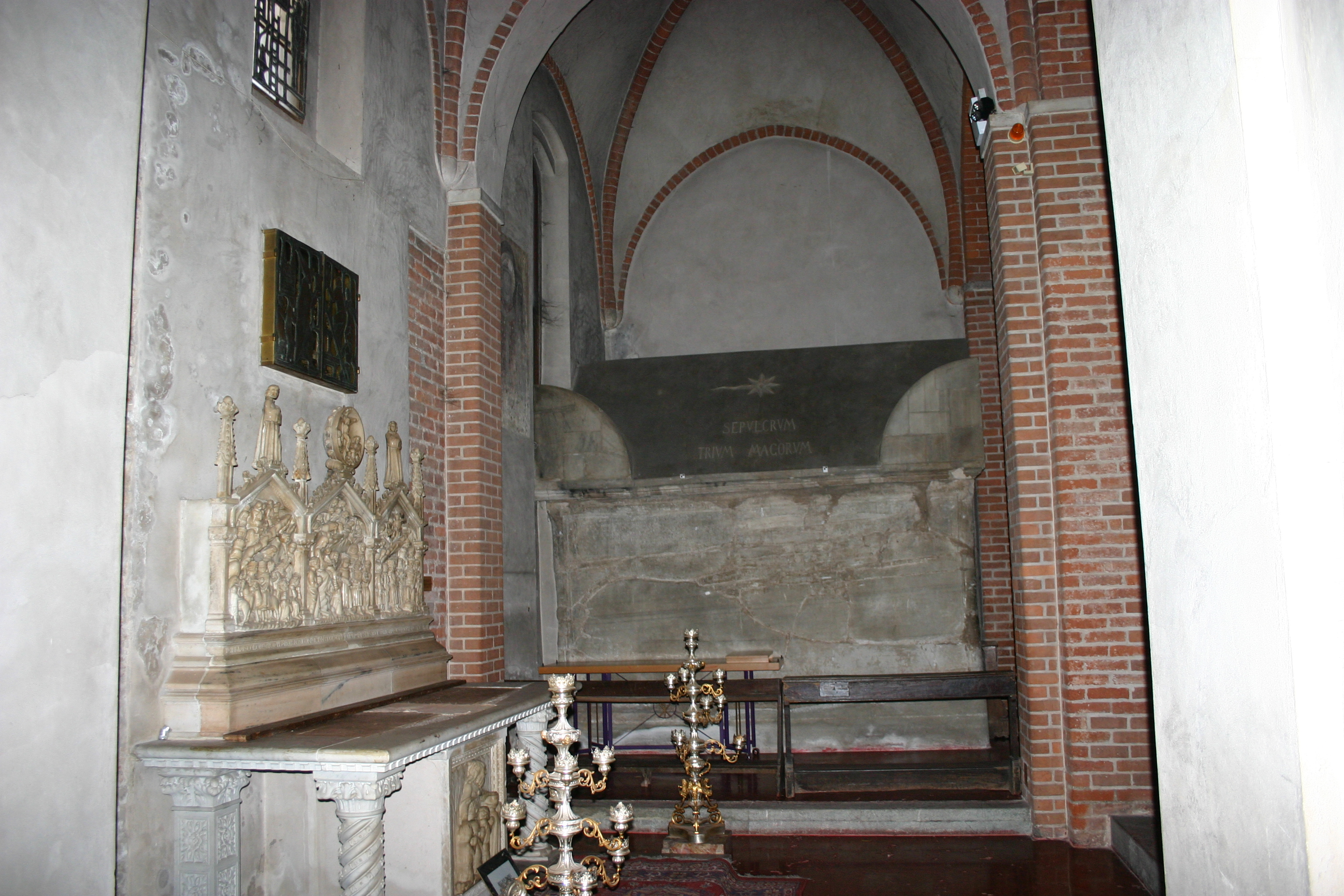
Ursprünglicher Bestattungsort der Drei Könige in der Kirche Sant’Eustorgio in Mailand

In Mailand wurden die Gebeine bis zum Jahr 1158 in einem Sarkophag aus dem 3. Jahrhundert in der Kirche St. Eustorgio außerhalb der Stadt aufbewahrt. Als die Belagerung Mailands durch Friedrich Barbarossa drohte, brachte man die Reliquien im Glockenturm der Kirche San Giorgio al Palazzo innerhalb der Stadtmauern in (vorläufige) Sicherheit. Dort blieben sie, bis Friedrich Barbarossa sie nach der Zerstörung der Stadt Ende März 1162 seinem engen Berater, dem Kölner Erzbischof Rainald von Dassel, zum Geschenk machte.

### Situation in Köln
Der Hildebold-Dom in Köln – der Vorgängerbau des gotischen Doms – war bereits zuvor mit wertvollen Reliquien ausgestattet gewesen, so gab es den Petrusstab, dann die Petrusketten, mit denen der Überlieferung zufolge der Apostel im Kerker gefesselt war, sowie ein Kopfreliquiar des hl. Silvester.
Rainald von Dassel wiederum war als Erzbischof von Köln einer der Wahlmänner des deutschen Königs und auch enger Berater Kaiser Friedrich Barbarossas mit großem Einfluss auf die europäische Reichspolitik. Als Erzkanzler von Italien war er maßgeblich an dessen Italienzug, der erfolgreichen Eroberung Mailands und der Politik rund um das Papsttum beteiligt. Die Reliquien galten als jene der ersten christlichen Könige, die Jesus als dem „König der Könige“ huldigten; die drei Männer waren so zu einem Vorbild des weltlichen Königtums geworden. Der Besitz ihrer Gebeine verschaffte Rainald höchste politische Macht, indem sie seinen Anspruch auf die Krönung der deutschen Könige stärkten. Die eigentliche Krönungszeremonie der Könige fand seit Anfang des 11. Jahrhunderts im Aachener Dom (Kölner Kirchenprovinz) statt; die Reliquien brachten Rainald zusätzlich in den symbolischen „Besitz“ des weltlichen Königtums.

## Geschichte und Standorte des Schreins

### Im alten Dom
Friedrich Barbarossa hatte dem Erzbischof von Köln die Reliquien am 9. Juni 1164 überlassen, und dieser begab sich von Vercelli nahe Mailand aus auf den Weg nach Köln. Er wählte aus Sicherheitsgründen den Weg über „Burgund und die gallischen Provinzen“, ein belegter Aufenthalt war Vienne; die weitere Route könnte über die Champagne und Flandern geführt haben, ist jedoch nicht mehr nachweisbar.
Am 23. Juli 1164 erreichte er Köln, wo die Reliquien feierlich „in der Mitte des Doms“ platziert wurden. Der genaue Standort und die Form der Präsentation sind nicht bekannt. Der Nachfolger Rainald von Dassels im Bischofsamt, Philipp von Heinsberg beauftragte Nikolaus von Verdun mit der Herstellung eines Schreins für die wertvollen Reliquien. Er selbst erlebte jedoch die Fertigstellung nicht mehr, legte aber vor seinem Tod noch die Gebeine in das neue Behältnis. Erst 1225 wurde die Arbeit am Reliquienschrein abgeschlossen.
Der Dreikönigenschrein wurde vermutlich zentral im Langhaus des alten Domes aufgestellt, auf der Mittelachse leicht nach Osten versetzt. Die Reliquien zogen zahlreiche Gläubige an, allerdings war der alte Dom nur begrenzt zur Durchleitung größerer Menschenmengen geeignet; hinzu kam, dass der Bau wohl der Bedeutung als „Behälter“ für diese Reliquien und ihren Schrein nicht mehr gerecht wurde.

### Im gotischen Dom

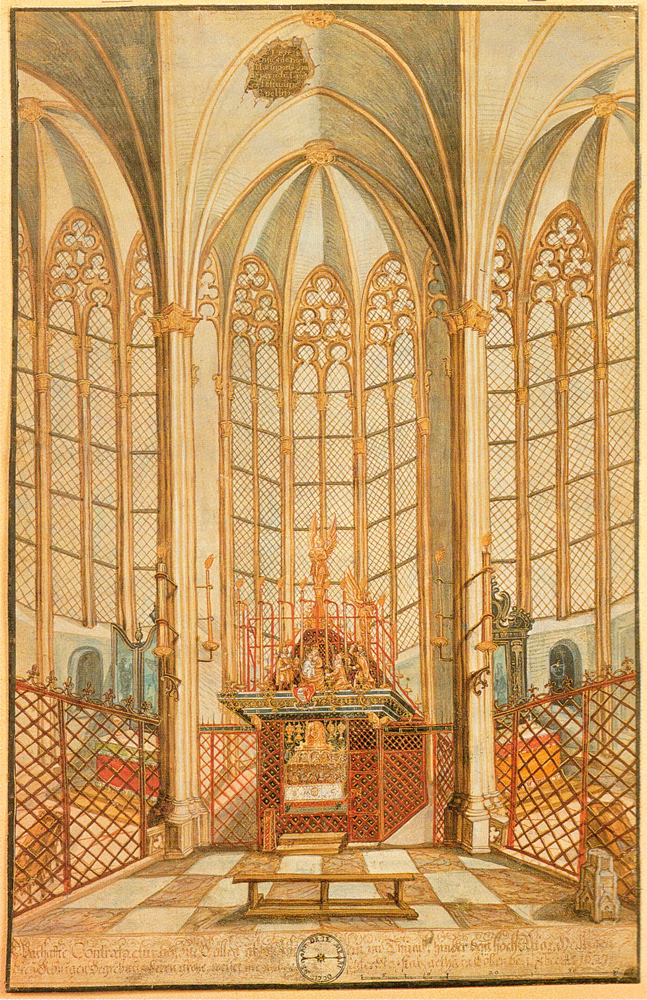
Schrein mit rotgoldenem Schutzgitter, Darstellung von 1633

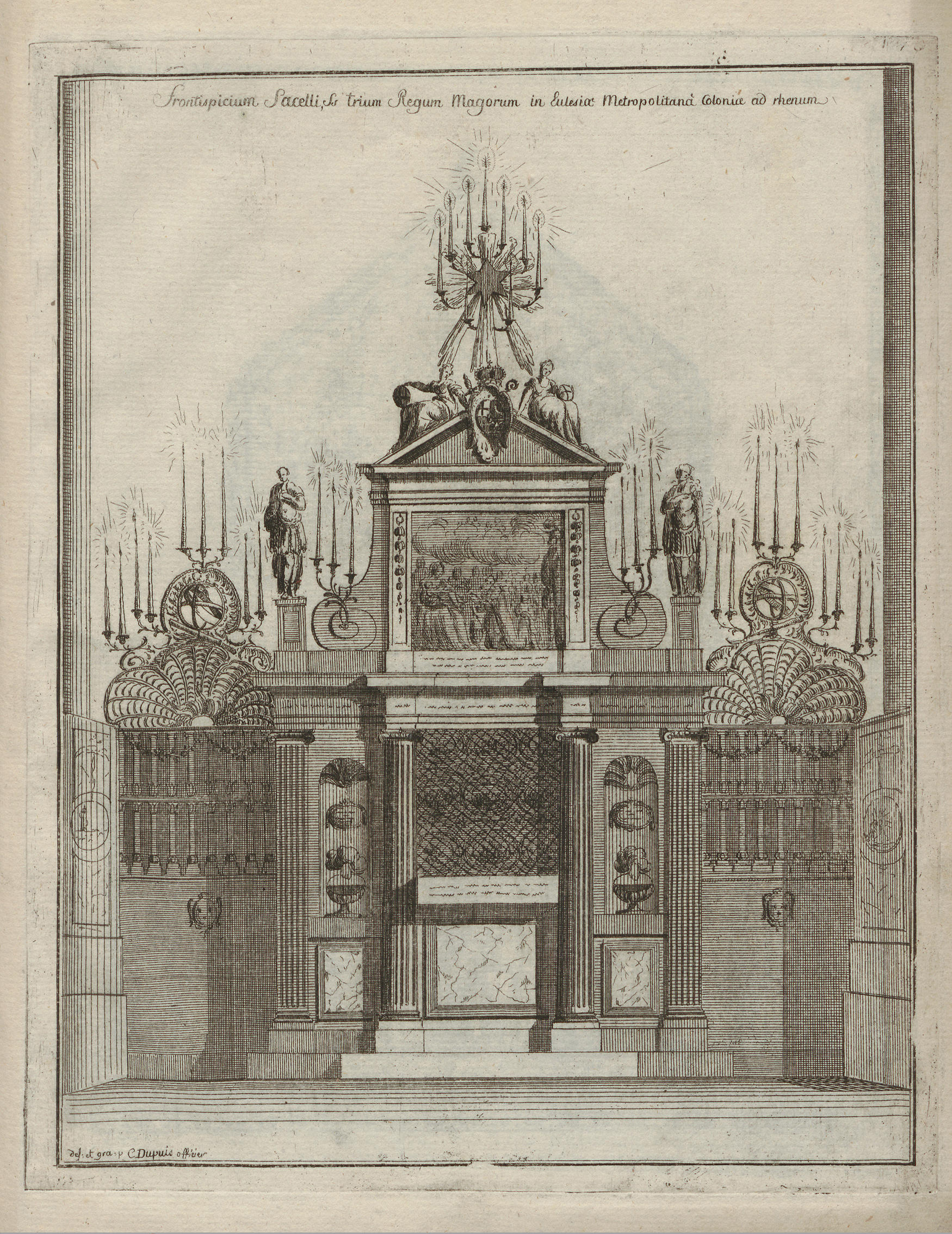
Ca. 1668/90 bis 1889 wurde der Schrein in einem Marmormausoleum bewahrt (Johannes Vogel, 1780)

Bei der Planung des Neubaus wurde als Platz für den Schrein die Mitte der Vierung, also genau am Schnittpunkt von Lang- und Querhaus vorgesehen – nach Einschätzung des Kunsthistorikers Rolf Lauer ein überaus ungewöhnlicher Aufstellungsort für einen solchen Schrein. Dies hätte nicht nur praktische Gründe gehabt, sondern auch die Symbolkraft der Reliquien zur Untermauerung des Krönungsanspruchs genutzt – die Kölner Kathedrale wäre zur „Königskathedrale“ geworden.
Da sich der Baufortschritt am neuen Dom verzögerte, änderte man jedoch die Pläne zur Aufstellung. Als 1322 der Domchor geweiht wurde, der Rest des Doms jedoch nicht fertiggestellt war (der alte Dom war kurz nach der Grundsteinlegung abgebrannt), wurde der Schrein in der zentralen Achskapelle im Osten des Chorumgangs aufgestellt. Die Pilger wurden jetzt am Südportal hereingeführt, bewegten sich gegen den Uhrzeigersinn entlang des Kapellenkranzes durch den Chorumgang, am Dreikönigenschrein vorbei, außerdem am Gerokreuz in der Kreuzkapelle, und verließen den Dom durch das Nordportal. Zum Schutz wurde der Schrein mit einem rot-goldenen Gitter versehen.
In der zweiten Hälfte des 17. Jahrhunderts erfuhr der Domchor eine umfassende barocke Neuausstattung. Der Dreikönigenschrein wurde in den Jahren 1668–1690 mit einem monumentalen Marmormausoleum umgeben, sodass er nur noch durch ein Gitterfenster an der Front sichtbar war.

### Auslagerung während der französischen Besatzung
Kurz vor dem Einmarsch der Franzosen im Jahr 1794 brachte man Schrein und Reliquien sowie weitere Teile des Domschatzes in der Prämonstratenserabtei Wedinghausen im Sauerland in Sicherheit. Die Reliquien selbst blieben dort bis Ende 1803, der Domschatz mit dem Schrein wurde jedoch auf verschiedene Standorte verteilt, darunter die Freie Stadt Frankfurt. Nach dem Reichsdeputationshauptschluss fielen Arnsberg und das kurkölnische Sauerland im Jahr 1803 an Hessen-Darmstadt, dessen Landgraf Ludwig X. die Kirchengüter auf seinem Gebiet für sich beanspruchte, sodass es einiger Mühe bedurfte, Reliquien, Domschatz und Schrein aus dem Rechtsrheinischen wieder zurück nach Köln zu bekommen.
Das linksrheinische Köln war in dieser Zeit zwar weiterhin von den Franzosen besetzt, jedoch war seit 1801 das Konkordat mit Napoleon in Kraft, sodass von dieser Seite aus eine gefahrlose Rückkehr der Reliquien möglich wurde. Bis dahin waren sie im Hochaltar der Arnsberger Abtei aufbewahrt worden, und der Landgraf von Hessen hatte sich überzeugen lassen, die Reliquien zurückzugeben. Anfang Dezember 1803 wurde die hölzerne Reliquienlade entsiegelt, geöffnet und ihr Inhalt überprüft, um sicherzustellen, dass keine materiellen Güter nach Köln verbracht wurden. Anschließend wurden die Gebeine ins rechtsrheinische Deutz in die Hauskapelle der dortigen Abtei transportiert. Erst am 4. Januar des nächsten Jahres erreichten die Reliquien – noch ohne den Schrein – wieder Köln und wurden am 6. Januar 1804 (Epiphanias – Dreikönigsfest) feierlich in den Dom zurückgebracht.
Unter anderem der Frankfurter Domscholaster Franz Anton Molinari und der französische Resident Jean Pierre Hirsinger setzten sich für die Rückbringung des Schreins von Frankfurt nach Köln ein – auch hierzu musste man den behaupteten Ansprüchen des hessisch-darmstädtischen Landgrafen entgegenwirken. Der Schrein wurde stark beschädigt im Juni 1803 nach Köln zurückgebracht und zunächst von den französischen Besatzungsbehörden beschlagnahmt. Im März 1804 erlaubten die Behörden die Rückgabe an den Dom, wo er allerdings erst nach aufwendigen Restaurierungsarbeiten 1808 seinen Platz in der Achskapelle einnehmen konnte.
Eine weitere Restaurierung erfolgte nach einer massiven Beschädigung durch einen Diebstahl im Jahr 1820, bei dem Figuren und Steine von der Stirnseite abgerissen worden waren; diese Restaurierung war 1822 abgeschlossen und der Schrein wieder an seinem Platz.

### Öffnung und Untersuchung des Schreins
Anlässlich des 700-jährigen Jubiläums der Übertragung der Reliquien, das am 23. Juli 1864 mit einer großen Jubelfeier mit Festoktav begangen wurde, wurde der Schrein zwei Tage vorher geöffnet und untersucht. Das detaillierte Protokoll dieser letzten bekannten Untersuchung des Inhaltes, bei der 35 Zeugen anwesend waren, ist erhalten. Im Anschluss wurden die Reliquien in 18 Bündel aus Seide gewickelt und in eine neue Reliquienlade gebettet, dabei einige Textilfragmente und vermutlich wenige Stücke der Gebeine entnommen, die sich heute in einem Kästchen in der Domschatzkammer befinden. Die Schädel der Königsreliquien wurden auf das „Häupterbrett“ gelegt, die Lade verschlossen und versiegelt.
Die alte Reliquienlade im Inneren des Schreines sei dem Protokoll nach 3,5 Fuß lang, 22 Zoll breit und etwa 1 Fuß hoch (etwa 1,10 m lang, 0,55 m breit und 0,30 m hoch). Als man den Schiebedeckel abgenommen hatte, erkannte man zwei „Längenabteilungen und am Ende derselben drei kleinere“. Eine dieser Längenabteilungen und die drei kleineren Gefache waren mit Watte und die andere längere Abteilung mit Werg bedeckt.
Bei der Untersuchung wurden in der mit Werg bedeckten Abteilung der Lade verschiedene Gebeine gefunden, die man dem Heiligen Gregor von Spoleto zuordnete, zum einen anhand eines Pergamentstreifens mit der Inschrift: sct Gregorii. prb et mr, zum anderen indem man den vorgefundenen Unterkiefer in eine außerhalb des Schreins befindliche Schädelreliquie des Heiligen einpasste; die „von ärztlichen Sachverständigen […] als dazugehörig anerkannt“ wurde.
Ein zweiter Teil des Protokolls vermerkt in derselben Abteilung der Lade eine Ansammlung von unbeschrifteten Knochen von mindestens zwei nicht zuzuordnenden Personen. Angesichts einer größeren Anzahl von Gebeinen in Mailand, die ebenfalls Überreste der Heiligen Nabor und Felix sein sollen, und der Tatsache, dass die Knochen in Köln und Mailand sich insgesamt nicht ergänzen, ist eine bestimmte Zuordnung nicht möglich. Walter Schulten vermutete 1981 in einer Arbeit zu dem Thema, dass Rainald von Dassel von diesen Heiligen nur kleine Partikel der Gebeine nach Köln gebracht hatte, die dann in der Heiligenverehrung „als Ganzes“ galten.
Die drei Häupter, die man den Königen zuordnet, waren außerhalb des Schreins in der Sakristei aufbewahrt worden, sie werden als drei Männerschädel unterschiedlicher Lebensalter beschrieben. In der zweiten Abteilung der Lade wurden dazu passende Unterkiefer gefunden. Getrennt durch Watte konnten weiterhin Knochen dreier verschiedener Männer ausgemacht werden, darüber hinaus eine Vielzahl von kleineren Knochen, wie Fuß- und Handwurzelknochen, Wirbel, teils zerbrochene Rippen und Weiteres. Das Protokoll verzeichnet außerdem einzelne Knochen eines Kleinkindes. Es ist möglich, aber unbelegt, dass diese bei der Auslagerung des Schreins Ende des 18. Jahrhunderts hineinkamen; es gab im Dom ein Reliquiar der „Unschuldigen Kinder“, der um 1800 vermutlich eingeschmolzen wurde.
Bei der Untersuchung von Stoffresten, die die Knochen häufig sehr eng umhüllten, konstatierte der anwesende Kanonikus Franz Bock, dass sie „messianischen Alters“ seien. Eine Datierung zwischen dem 2. und 4. Jahrhundert und eine Identifizierung als syrische Blöckchendamaste wurden in den 1980er Jahren durch verschiedene Untersuchungen, unter anderem durch Daniel de Jonghe, bestätigt.

### 19. Jahrhundert und Vollendung des Domes

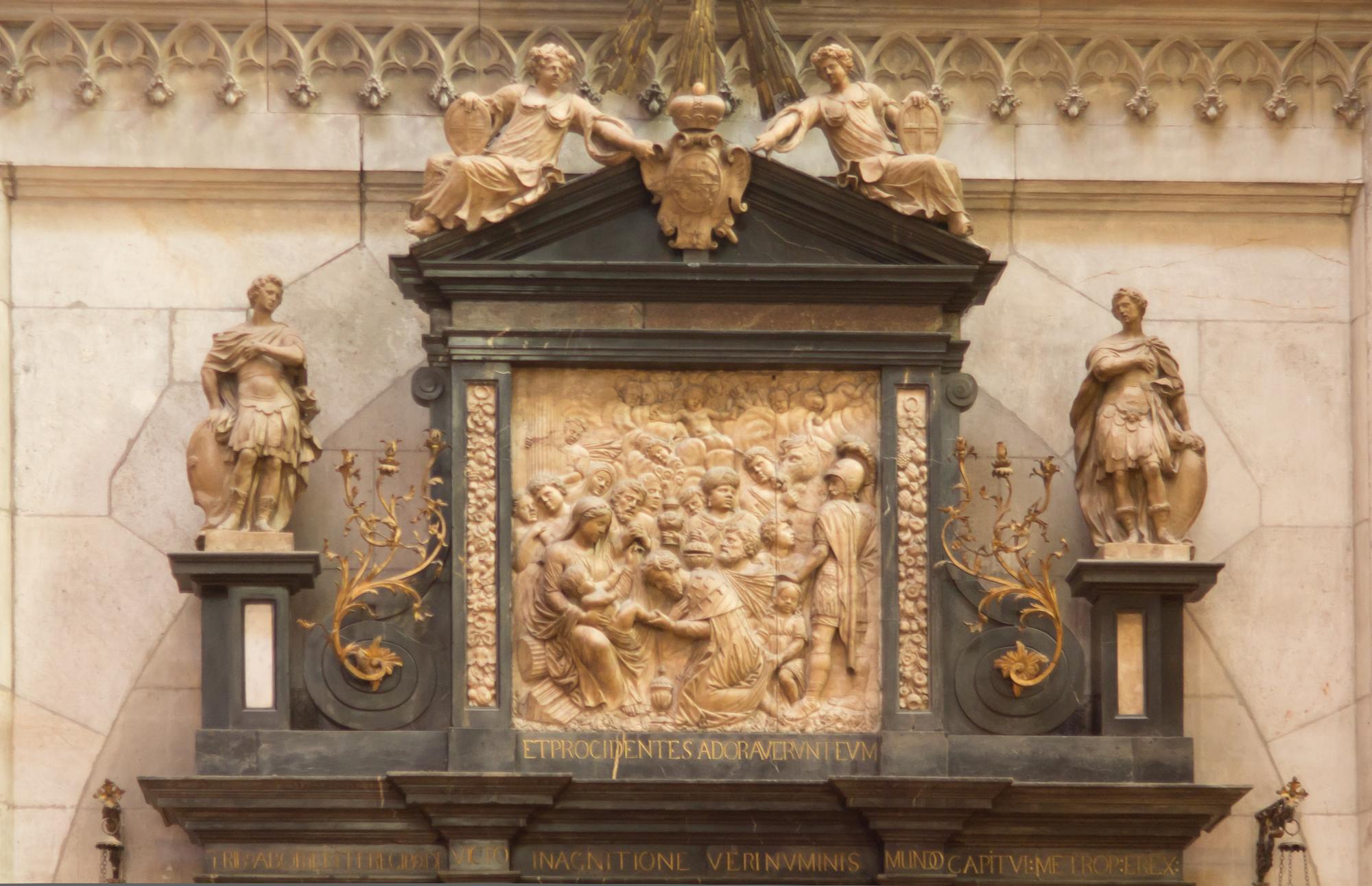
Die Frontseite des barocken Mausoleums, seit 1920 Altarwand im Nordquerhaus, seit 1963 Altar für die Schmuckmadonna

Die Mitte und das Ende des 19. Jahrhunderts standen einerseits im Zeichen der Säkularisierung, andererseits der Planung des Weiterbaus und der Vollendung des Domes. Damit einher ging seit etwa 1840 eine Phase der „Entbarockisierung“ und „Regotisierung“, der viele der barocken Ausstattungsstücke aus dem 17. Jahrhundert zum Opfer fielen – sie wurden abgerissen oder entfernt. Anlässlich der 700-Jahr-Feier wurde der Dreikönigenschrein gereinigt und in der Festwoche im Chor des – innen bereits fertiggestellten – gotischen Domes ausgestellt. Danach wurde er jedoch auf Dauer in die Domschatzkammer überführt und verlor seine liturgische Funktion. 1889/90 wurde auch das Mausoleum abgebaut. Pläne für eine Neuaufstellung im Nordturm wurden nicht umgesetzt. Erst 1920 wurde die Frontseite des Barockmausoleums im Nordquerhaus an die Schatzkammer angrenzend eingebaut, um an hohen Feiertagen durch das Gitter einen Durchblick vom Inneren des Doms in die Schatzkammer auf den Schrein zu erlauben.
Eine weitere Episode aus dieser Zeit ist die Rückgabe von einigen kleineren Gebeinen bzw. Partikeln der Reliquien an den Mailänder Erzbischof Ferrari, wofür Köln im Gegenzug eine Kasel vom hl. Karl Borromäus erhielt.

### Erste Hälfte des 20. Jahrhunderts
Zum Ende des Ersten Weltkriegs 1918 wurde der Schrein wie der gesamte Domschatz und andere Kirchenschätze Kölns rechtsrheinisch ausgelagert.
Eine nicht durch Gefahren von außen veranlasste Auslagerung erlebte der Dreikönigenschrein von Mai bis August 1925, als er während der Jahrtausend-Ausstellung der Rheinlande in den neuen Messehallen in Köln-Deutz ausgestellt wurde.
In den dreißiger Jahren war der Kölner Dom als nationales Kulturgut auch für die Nationalsozialisten von hoher Bedeutung. Im Zusammenhang mit dem neuen Luftschutzgesetz von 1935 wurde die Dombauhütte im Rahmen des zivilen Luftschutzes Mitglied im Reichsluftschutzbund; ihre Mitarbeiter konnten so früh die Sicherung des Domes betreiben. Bereits im Jahr 1936 – zeitlich etwa parallel zur Remilitarisierung des Rheinlands – gab es darüber hinaus seitens des Metropolitankapitels erste Maßnahmen zur Sicherung des Domschatzes. Maßgenaue Kisten und Verpackungsmaterial wurden vorbereitet und eine unterirdische Kammer entsprechend für die Aufnahme vorbereitet. Bei Kriegsausbruch stand diese Kammer so für die wertvollsten Stücke zur Verfügung.
Im Mai 1942 erlebte Köln den sogenannten Tausend-Bomber-Angriff, den bis dahin schwersten britischen Luftangriff auf die Stadt im Rahmen der Operation Millennium. Neben anderen Kunstschutzmaßnahmen beschloss das Domkapitel daraufhin, den Dreikönigenschrein und den Altar der Stadtpatrone („Dombild“) nach Pommersfelden in Schloss Weißenstein auszulagern, wo sie mehr als zwei Jahre relativ gut geschützt waren. Im September 1944 betrachtete man Pommersfelden nicht mehr als sicher genug; für den Schrein begann eine Odyssee durch das zerstörte Deutschland: Das zunächst als Zufluchtsort ausgewählte Fulda wurde ausgebombt, als der Transport bereits auf dem Weg war. Man zog unverzüglich weiter nach Siegen, wo sich jedoch die Tür des Hochbunkers als zu klein für Schrein und Dombild erwies, sodass der Transport am 19. September 1944 wieder nach Köln zurückkehrte – der Schrein kam in den Bunker unterhalb der Sakristei, wo er bis zum Ende des Krieges verblieb.

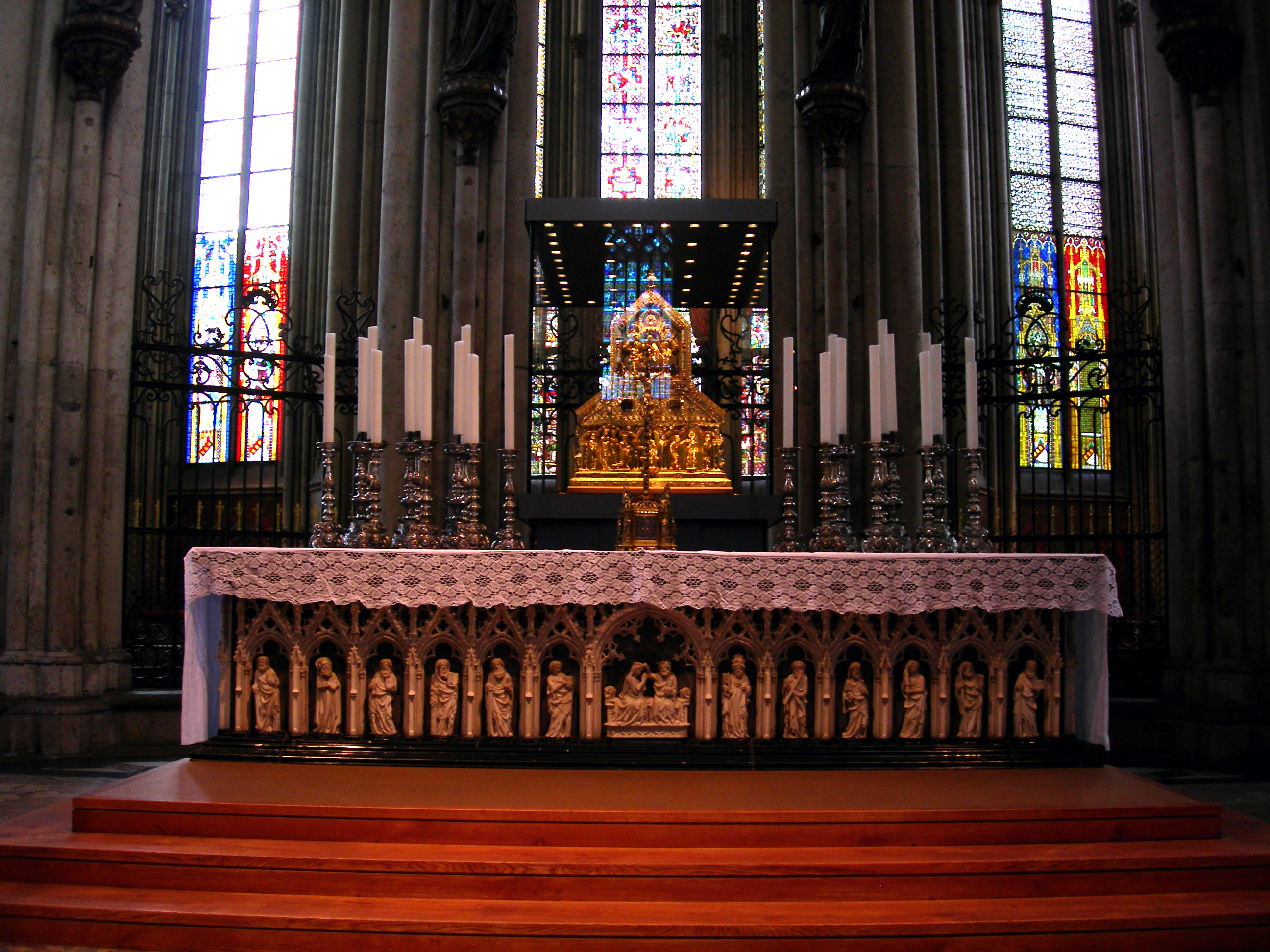
Dreikönigenschrein am aktuellen Platz in einer Vitrine hinter dem Altar

Zum 700-jährigen Jubiläum der Grundsteinlegung des gotischen Doms 1948 wurde der Schrein provisorisch zusammengesetzt und zurück in den Dom gebracht, wo er seitdem – unterbrochen von mehreren Phasen der Restaurierung – seinen zentralen Platz in der Mittelachse hinter dem Hochaltar einnimmt.
Im Jahr 1948 erhielt der Schrein auch eine Vitrine, um ihn vor dem direkten Zugriff zu schützen, diese wurde 1965 erstmals erneuert. Da sie im Laufe der Zeit nicht mehr den Ansprüchen an Sicherheit und Beleuchtung entsprach, wurde sie 2004 durch eine moderne, von Ingrid Bussenius gestaltete Vitrine ersetzt. Seitdem kann der Schrein bei Prozessionen auch unterschritten werden, wie es das Domkapitel wünschte.

## Form und Bildprogramm
Der Schrein ist der größte erhaltene mittelalterliche Schrein: er ist 110 cm breit, 153 cm hoch, 220 cm lang und 500 kg schwer. Er besteht aus einem erneuerten Eichenholzkern (der ursprüngliche Unterbau befindet sich in der Schatzkammer des Doms), Gold, vergoldetem Silber und Kupfer. Die Wände stehen auf einer doppelten Bodenplatte und werden ringsum von gekuppelten Emailsäulchen vor Braunfirnisgründen umstellt.
Der Aufbau des Schreins wird häufig als „basilikal“ beschrieben, also wie ein Kirchenbau mit drei Schiffen und sieben Jochen. Trotz dieser Assoziation ist die Form wohl ursprünglich nicht als Abbild einer Kirche gemeint, sondern es stehen zwei Reliquienschreine nebeneinander, auf deren Dachfirsten ein dritter Schrein ruht. Deutlich wird dies heute noch beim Blick auf die Rückseite. Diese mehrstöckige Form ist unter allen erhaltenen romanischen Reliquienschreinen des Rhein-Maas-Gebietes einmalig.

### Längsseiten

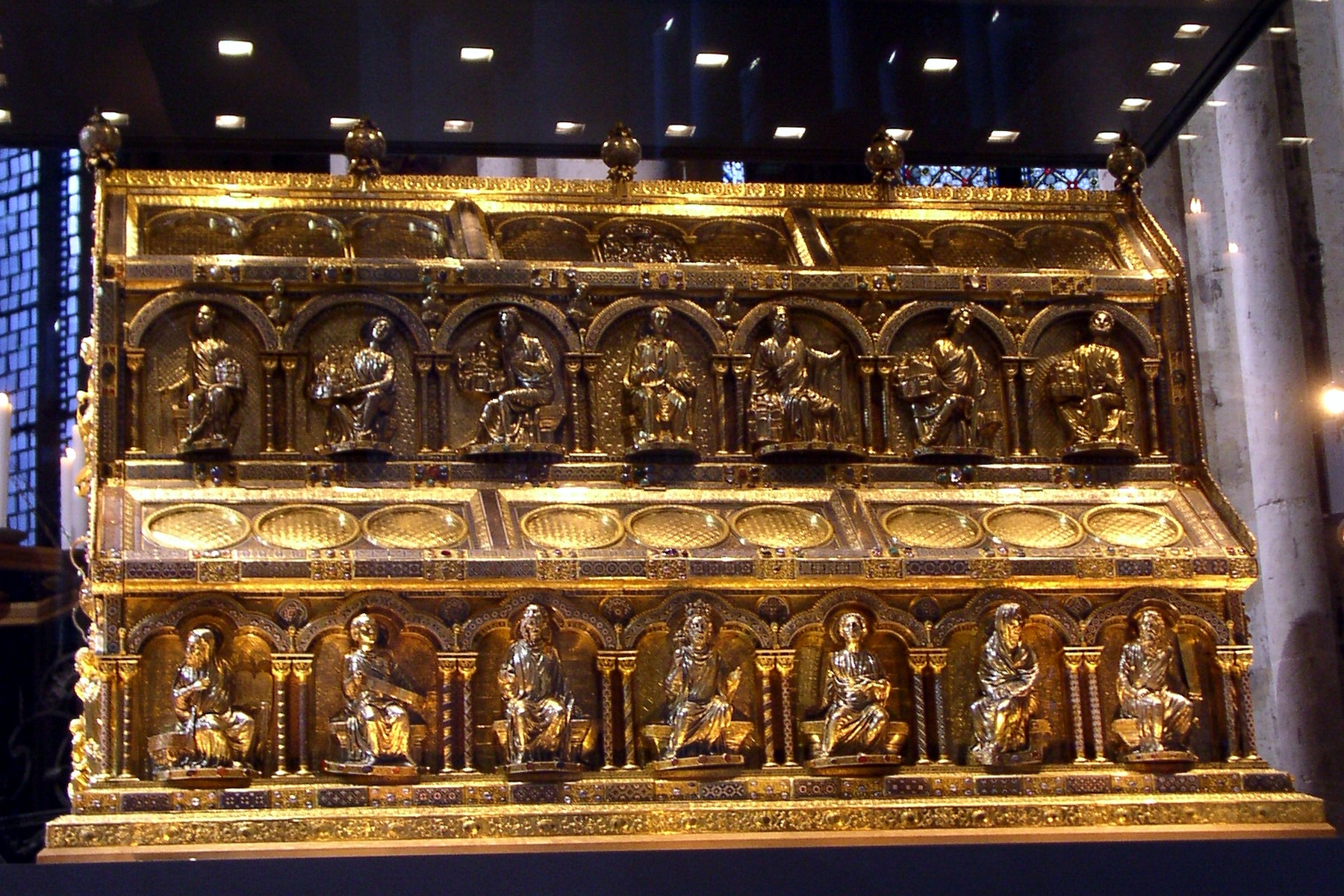
Davidseite

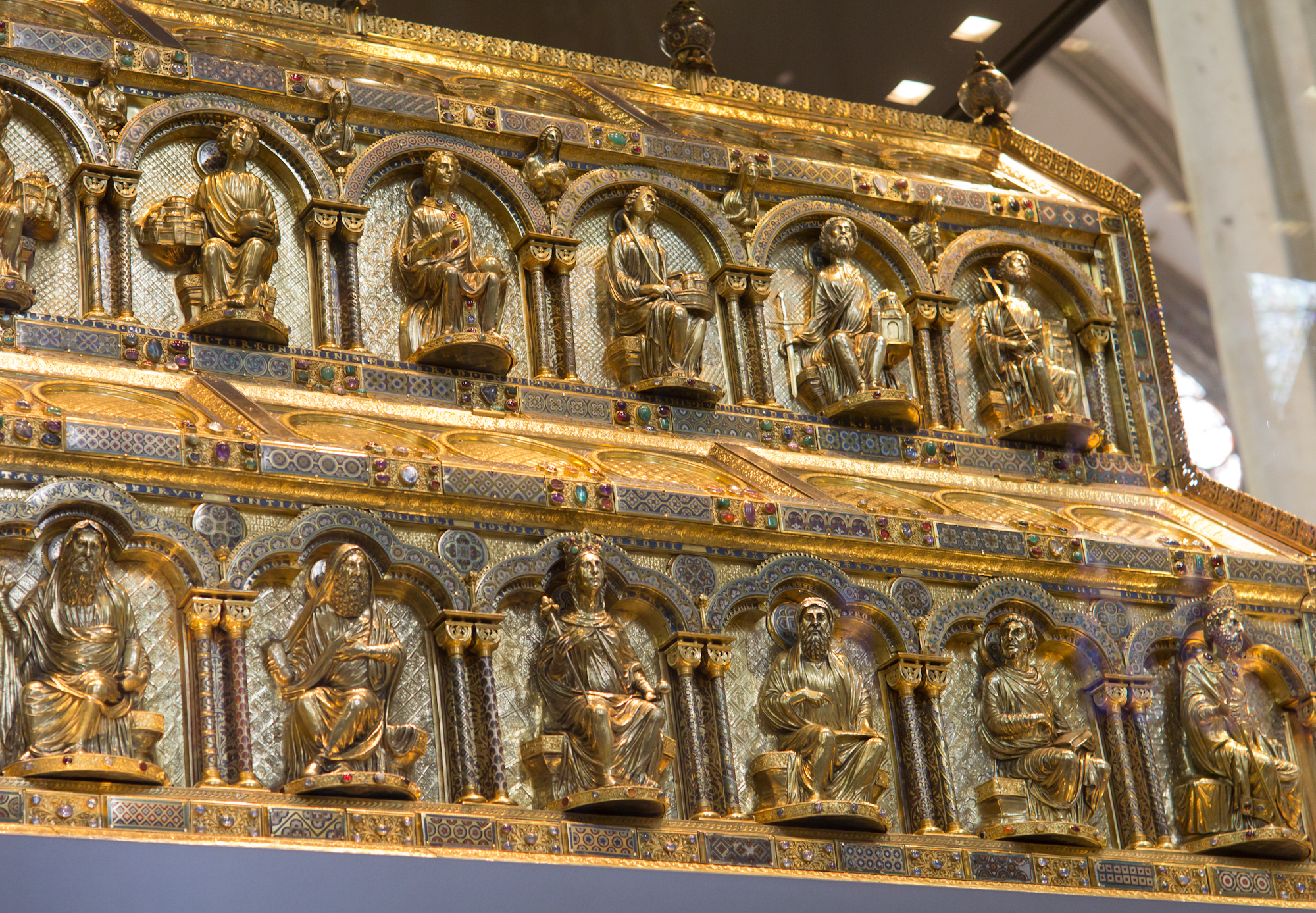
Salomonseite, Teilansicht

Das Bildprogramm der Langseiten des Schreins gliedert sich vertikal in vier Stufen: die jeweiligen unteren Seitenteile, die darüberliegenden Dachflächen, die Seiten der oberen Etage, und die Dachfläche der oberen Etage. Sie entsprechen der Chronologie der christlichen Heilsgeschichte: In der unteren Reihe der Langseiten sitzen auf jeder Seite sechs Propheten des alten Testaments, in der Mitte dazu als siebte Figur die Könige Salomon und David. Man spricht deshalb bei der Beschreibung der Langseiten von der Salomon- („links“ bzw. „heraldisch rechts“) bzw. Davidseite („rechts“ bzw. „heraldisch links“). Salomon wird (v.l.n.r) von Ezechiel, Habakuk, dem Hohepriester Aaron sowie Joel, Nahum und Amos begleitet, David von Daniel, Joachim, Jeremia sowie Obadja, Jona und Mose. Die Figuren werden jeweils eingerahmt von Säulenarkaden, auf denen ursprünglich kleine gegossene Skulpturen saßen, die die christlichen Tugenden verkörperten (Salomonseite: Freigiebigkeit, Mildigkeit, Vorsichtigkeit, Barmherzigkeit, Gütigkeit, Weisheit, Einigkeit, Lauterkeit. Davidseite: Sparsamkeit, Keuschheit, Langmütigkeit, Demut, Gehorsam, Mäßigkeit und Friede.) Diese Skulpturen sind heute an den Säulenarkaden der oberen Etage angebracht.
Die seitlichen Dachflächen der ersten Etage zeigten ursprünglich in je neun Rundmedaillons Szenen aus dem Leben Christi, die nicht erhalten, jedoch über historische Abbildungen nachvollziehbar sind.
Die senkrechten Seiten der oberen Etage zeigen je sechs sitzende Apostel, in deren Mitte ein Seraph bzw. Cherub platziert ist. Die Apostel halten plastisch geformte Architekturmodelle in den Händen, die ihre Bischofssitze bzw. die von ihnen gegründeten Ortskirchen symbolisieren. Auf der Salomonseite findet sich der Seraph, umgeben von Petrus, Andreas, Jakobus dem Jüngeren, Johannes, Judas Thaddäus und Thomas, auf der Davidseite ein Cherub mit Paulus, Matthäus, Bartholomäus, Jakobus dem Älteren, Simon und Philippus.
Den Abschluss der Langseiten bilden die oberen schrägen Dachflächen, die Darstellungen der Apokalypse des Johannes, des Jüngsten Tages sowie „allerhand auf die künftige Auferstehung des Fleisches abzielende Sinnbilder“ enthielten, auch sie sind nach der Auslagerung von 1794 verlorengegangen.

### Vorderseite

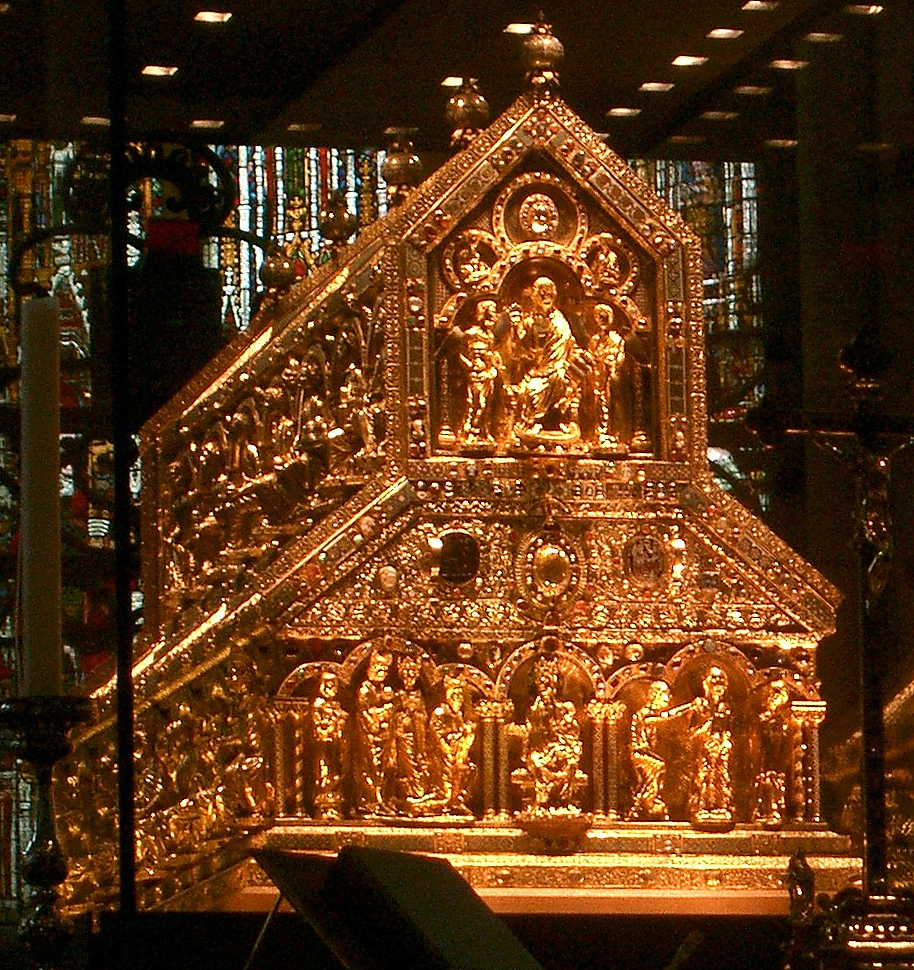
Vorderseite des Schreins mit eingesetzter Trapezplatte

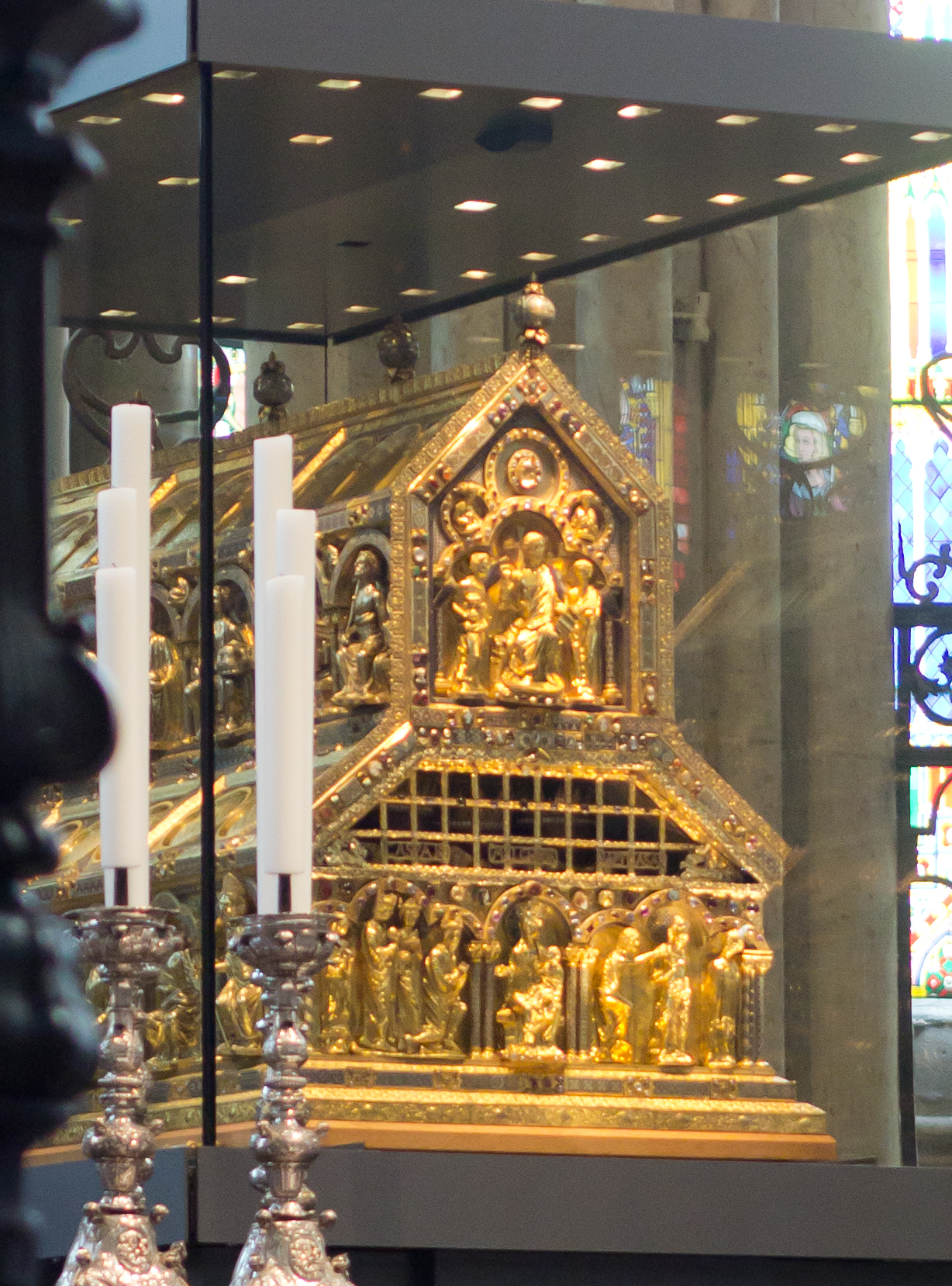
Stirnseite mit abgenommener Trapezplatte.

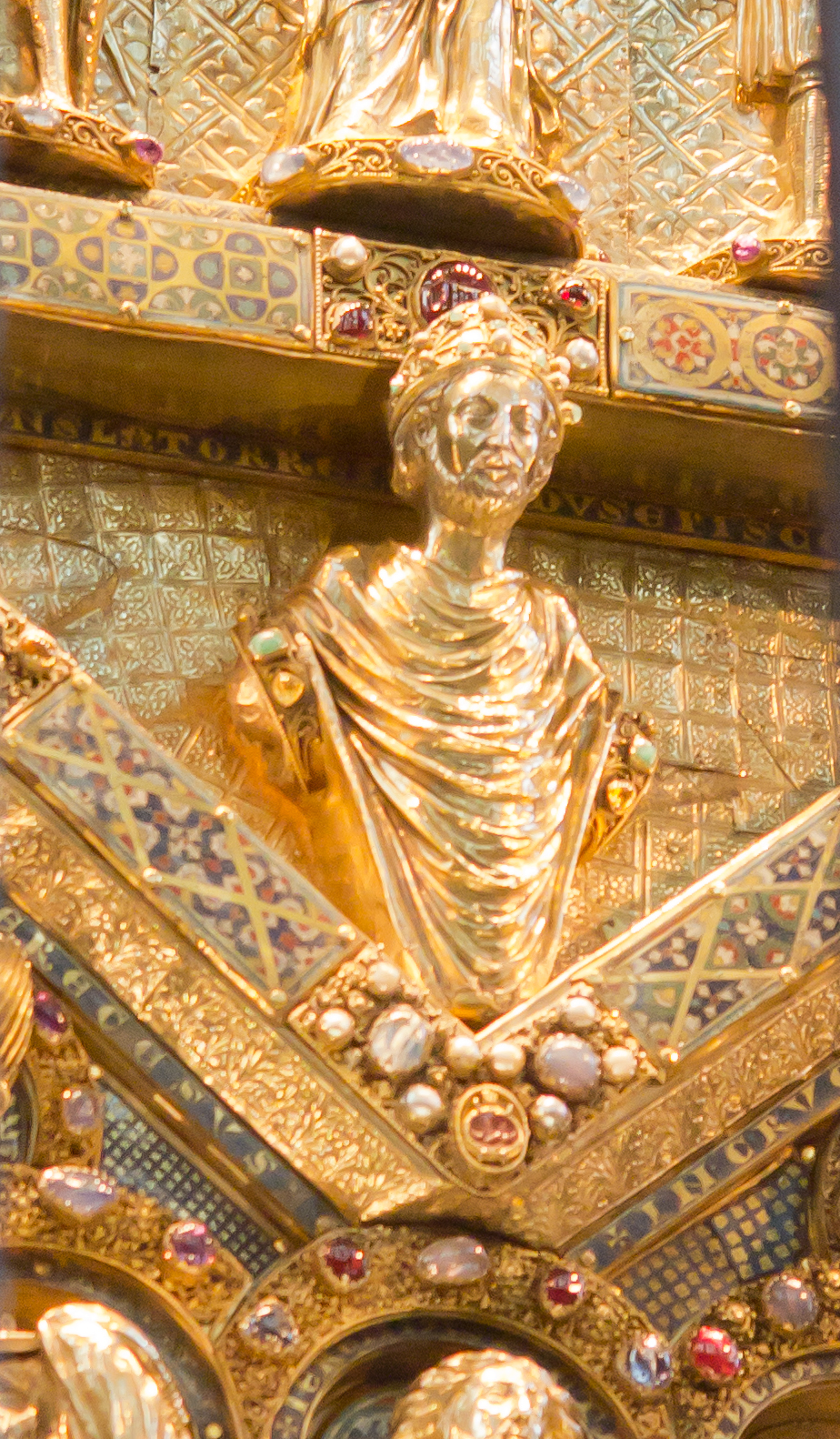
Zentrales Element der Rückseite: Büste Rainald von Dassels

Die Vorder- oder Stirnseite war vermutlich ursprünglich ähnlich der Rückseite gegliedert, sodass der Aufbau des Schreins als dreifacher Sarkophag erkennbar war. Um 1200 wurde jedoch zwischen Erdgeschoss und erster Etage eine abnehmbare Trapezplatte eingefügt; wird sie geöffnet, werden die Schädel der Heiligen hinter einem verzierten Gitter auf dem sogenannten „Häupterbrett“ sichtbar. Heute wird die Platte nur noch am 6. Januar, dem Hochfest der Erscheinung des Herrn, und zu besonderen Anlässen abgenommen.
Das Erdgeschoss der Vorderseite ist durch drei Säulenarkaden gegliedert. In der mittleren thront die Gottesmutter Maria mit dem Jesuskind, der sich von links die drei Weisen in Anbetungshaltung nähern. Hinter ihnen folgt mit etwas Abstand eine weitere Figur, sie zeigt als vierten König Otto IV., der für die drei Reliquienschädel im Jahr 1200 drei goldene Kronen stiftete. Diese wurden 1803 eingeschmolzen. Die rechte Seite der Madonnenszene nimmt die Darstellung der Taufe Jesu ein. Der Kunsthistoriker Rolf Lauer weist darauf hin, dass diese Zusammenstellung einerseits die Szenen aus dem Leben Christi auf den Dachschrägen der Langseiten fortsetzt, andererseits die Taufe Christi und Epiphanias in früheren Zeiten am selben Tag – dem 6. Januar – gefeiert wurden. Betont wird außerdem erneut die Krönungsthematik, indem die Taufe als Symbol der Königssalbung – mit der Anbetung der Könige gleichwertig dargestellt wird.
Ergänzt werden die Szenen im Erdgeschoss durch eine Figurengruppe im Obergeschoss über der Trapezplatte: Christus als Weltenrichter wird in einer Bogenarkade von zwei Engeln flankiert, die Krone bzw. Kelch und Hostienschale in den Händen halten – als Symbole Jesu Königs- und Priestertum. Darüber waren ursprünglich die Erzengel Gabriel, Michael und Raphael abgebildet; erhalten sind Gabriel und Raphael; Michael wurde 1684 durch einen Topas ersetzt.

### Rückseite
Die Rückseite des Schreins zeigt in der unteren Etage unter Kleeblattarkaden unter dem linken Giebel die Geißelung Christi, rechts eine Kreuzigungsszene mit Maria und dem Apostel Johannes. Hier wird erneut der Christuszyklus der Seitenwände fortgesetzt. Zwischen den beiden Szenen steht die Figur des Propheten Jeremias oder Jesaja (inschriftlich Jeremias, der Text auf der Schriftrolle ist jedoch von Jesaja).
Oberhalb der Geißelung sind in Rundnischen in der Mitte die Personifikation der Geduld als Tugend (Patientia) und zwei trauernde Engel angebracht, an der entsprechenden Stelle über der Kreuzigung je ein Sonnen- und Mondsymbol und ein Engel mit dem Kreuztitulus INRI. An der oberen Giebelwand überreicht der stehende gekrönte Christus den beiden Märtyrern Felix von Afrika und Nabor die Märtyrerkrone. Die Szene wird im Giebel oberhalb von drei Halbfiguren der Tugenden Glaube, Liebe und Hoffnung ergänzt.
Im zentralen dreieckigen Feld zwischen dem Erdgeschoss und dem Abschlussgiebel ist die plastische Halbfigur eines Bischofs mit Mitra eingesetzt. Sie stellt Rainald von Dassel als „Translator“, also Überbringer der Reliquien dar.

## Entstehungs-, Restaurierungs- und Verlustgeschichte

### Datierung, Künstler und Entstehung
Dokumente oder Quellen, die Hinweise auf den oder die Künstler geben, die den Schrein geschaffen haben, sind nicht überliefert. Im Laufe der Forschungsgeschichte gab es unterschiedliche Auffassungen zur Entstehungsgeschichte und Urheberschaft einzelner Elemente. Erika Zwierlein-Diehl und Rolf Lauer fassten 2002 und 2006 den Forschungsstand etwa wie folgt zusammen:
Aufgrund der Vielfalt der unterschiedlichen Techniken, die am Dreikönigenschrein zum Einsatz kamen, und der deutlichen stilistischen Unterschiede sei davon auszugehen, dass nicht ein einzelner Künstler, sondern mehrere spezialisierte Werkstätten tätig waren. Das komplexe, weit über lokale Traditionen für Reliquienschreine hinausgehende Bildprogramm weist laut Rolf Lauer jedoch auf einen Domtheologen als Urheber hin, „dem die Bedeutung der Reliquien in der Herrschertheologie durchaus bewußt war“.
Durch zwei Dokumente aus dem 13. Jahrhundert ist es erwiesen, dass Erzbischof Philipp von Heinsberg die Reliquien in den Schrein legte. Dies war spätestens 1191, dem Jahr seines Todes möglich, sodass der Schrein zu dieser Zeit schon in einem fortgeschrittenen Stadium gewesen sein sollte. Für den frühestmöglichen Beginn zieht man die angenommene Urheberschaft von Nikolaus von Verdun als einen der wichtigsten Künstler des Schreins heran: es lässt sich anhand seiner Signatur belegen, dass er noch 1181 in Klosterneuburg gearbeitet hatte, also erst danach in Köln mit der Arbeit begonnen haben kann. Spätestens für 1205 ist der Künstler bereits wieder am Marienschrein in Tournai nachgewiesen, womit sich das Zeitfenster seiner möglichen Anwesenheit in Köln schließt. Aufgrund eines Stilvergleichs mit dem Klosterneuburger Altar, den Otto von Falke zwischen Prophetenskulpturen in Köln und Emailbildern in Klosterneuburg im Jahr 1905 erstmals anstellte, gilt die Künstlerschaft des Nikolaus am Dreikönigenschrein als sicher. Weitere Hinweise darauf, dass Nikolaus von Verdun um diese Zeit in Köln war, geben der Annoschrein im nahegelegenen Siegburg von 1183, der ihm ebenfalls zum Teil zugeschrieben wird, sowie die Tatsache, dass an Klosterneuburger Altar, Dreikönigenschrein und Marienschrein identische Prägestempel verwendet wurden.
Für das Jahr 1200 ist sodann die Stiftung von drei goldenen Kronen belegt, die Otto IV. für die drei Häupter im Schrein stiftete. Um diese für die Betrachter sichtbar zu machen, wurde die abnehmbare Trapezplatte an der Frontseite notwendig; außerdem dürfte dies die vierte Königsfigur – als Stifterfigur – im Erdgeschoss der Frontseite veranlasst haben. An dieser Stelle sind die Erkenntnisse zum weiteren künstlerischen Vorgehen am Schrein uneindeutig. Joseph Hoster ging in der Nachkriegszeit davon aus, dass es aufgrund der Stiftung der Kronen eine Planänderung für den Aufbau der Frontseite gegeben habe, sodass sie einen von der Rückseite abweichenden Aufbau erhielt, und die Figuren der Frontseite unterschiedlichen Werkstätten entstammten. Außerdem vermutete er eine weitere Stiftung Ottos (Edelsteine und Gold aus Byzanz) um 1204. Dieser Auffassung widersprach Hugo Stehkämper 1982 zum Teil, da er in den drei Kronen den Höhepunkt der Stiftungen König Ottos sah. Renate Kroos wiederum konnte sich 1985 auch vorstellen, dass die Frontseite als erstes fertiggestellt worden sei und die anderen Seiten erst später. Rolf Lauer nahm 2006 bei einem Stilvergleich zwischen Gewändern und Köpfen der Frontfiguren eher Abstand von dem Gedanken, die wichtigsten Figuren seien in unterschiedlichen Werkstätten entstanden. Er schätzt die Filigranelemente der Rückseite auf die Zeit um frühestens 1220, sieht jedoch in der Summe große Probleme in der genauen Datierung der Rückseite.

### Weitere frühe Belege

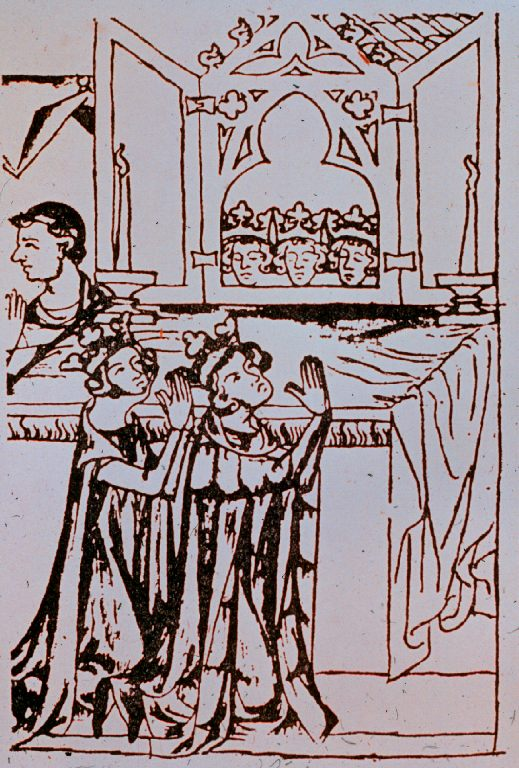
Heinrich VII. und seine Frau bei der Verehrung der Reliquien, Miniatur um 1340 (Ausschnitt)

Weitere Belege zum Schrein finden sich Anfang 1309, als Heinrich VII. nach seiner Kaiserkrönung zur Heiligenverehrung nach Köln kam. Dieses Ereignis wurde durch eine Miniatur von 1340 illustriert, die jedoch den Schwerpunkt auf die Personen, nicht auf den Schrein legte. 1322 wurde der Schrein in der Achskapelle des neuen gotischen Domchores platziert, der später im Jahr von Erzbischof Heinrich II. von Virneburg geweiht wurde. Man nimmt an, dass die rote Gitterumrandung, die den Schrein schützte und durch eine Abbildung von 1633 dokumentiert ist, schon in dieser Zeit angebracht wurde. Eine erste annähernd zutreffende Abbildung des Schreins ist auf den Chorschrankenmalereien des Domes von 1332 bis 1349 erhalten.
Auf der Abbildung von 1633 wird im Übrigen ein weiteres Ereignis dokumentiert, das 1434 die Gemüter erregte und Legendenbildung förderte: Ein großer Stein – das Stück einer Fiale – fiel durch das Dach der Kathedrale in die Kapelle und verfehlte den Schrein knapp, was schon bald als Wunder kolportiert wurde. Als Sicherungsmaßnahme wurde der Schrein danach für sechs Wochen in der Sakristei aufbewahrt.

### Diebstahl im Jahr 1574 und Reparatur

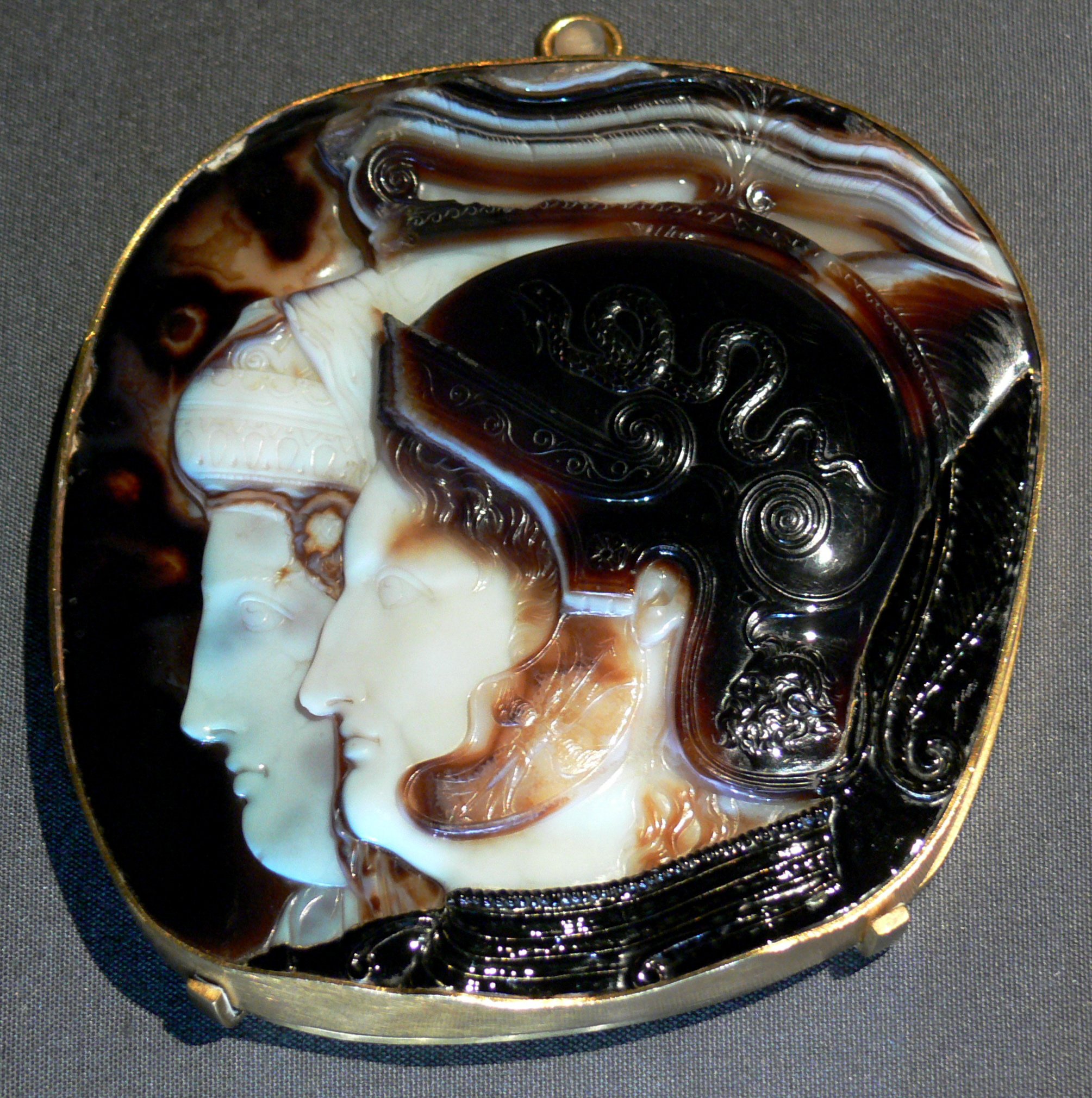
Gestohlener Ptolemäer-Kameo, heute im Kunsthistorischen Museum in Wien

Als einschneidendes Ereignis in der Geschichte des Dreikönigenschreins gilt ein Diebstahl am 28. Januar 1574, bei dem neben anderen Kostbarkeiten ein großer Kameo, der so genannte Ptolemäer-Kameo entwendet wurde, der als zentraler Schmuckstein in der Mitte der abnehmbaren Trapezplatte an der Frontseite des Schreins platziert gewesen war. Das Ereignis wurde unter anderem auch von Hermann Weinsberg in seiner Bürgerchronik beschrieben. Der Täter wurde nie gefasst und der Kameo galt über Jahrhunderte als verschollen. Erst 1952 erkannten Joseph Hoster und Eduard Neuffer, dass ein heute im Wiener Kunsthistorischen Museum ausgestellter Kameo aus der Zeit um 278 v. Chr. mit dem in Köln gestohlenen Stein identisch ist. Für dreizehn Jahre nach dem Vorfall ist er in der Sammlung des Herzogs Gonzaga von Mantua nachweisbar. Als Mantua 1630 während des Erbfolgekriegs von kaiserlichen Truppen besiegt und geplündert wurde, kam er in den Besitz von Franz Albrecht von Sachsen. 1668/69 beschrieb wiederum ein englischer Reisender den Kameo in der kaiserlichen Sammlung zu Wien.
Der während des Diebstahls für die Bewachung des Schreins verantwortliche Johannes Walschartz vermachte im Jahr 1597 testamentarisch einen Geldbetrag für die Wiederherstellung der Schäden, woraufhin die Trapezplatte mit dem bis heute vorhandenen Citrin als Ersatz für den Kameo ausgestattet wurde. Weitere Reparaturmaßnahmen in dieser Zeit – die ersten größeren Restaurierungsarbeiten am Schrein – sind wahrscheinlich, aber nicht nachgewiesen.

### Restaurierungen im 18. Jahrhundert

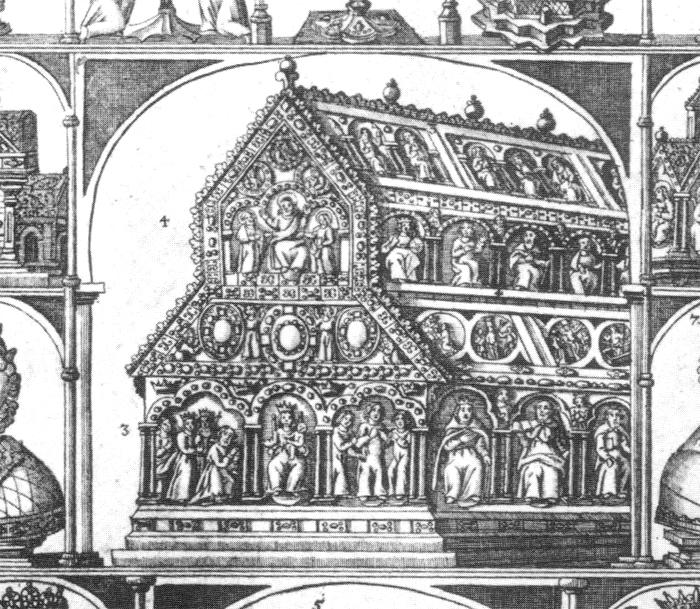
Ausschnitt des Pilgerblatts von 1671

Im 17. Jahrhundert erhielt der Schrein sein barockes Marmormausoleum (siehe oben), und es sind einige unbestimmte Reparaturarbeiten dokumentiert. Größere Arbeiten an der Stirnseite gab es jedoch 1749/50 durch den Domgoldschmied Johann Rohr. Um einzuschätzen, welche Arbeiten in dieser Zeit ausgeführt wurden, vergleicht man in der Regel eine Abbildung des Schreins auf dem sogenannten „Schonemannblatt“, einem gedruckten Pilgerblatt von 1671, mit dem ausführlichen Katalog von J. P. N. M. Vogel unter dem Titel Sammlung der prächtigen Edelgesteinen womit der Kasten der dreyen heiligen Weisen Königen in der hohen Erz-Domkirche zu Köln ausgezieret ist.
Bei der Restaurierung durch Rohr wurden demgemäß vermutlich drei kleinere Kronen, die sich 1671 noch an der Frontseite zwischen den Zwickeln der Kleeblattbögen des Erdgeschosses befanden, durch Edelsteine bzw. Kameen ersetzt und weitere neue Elemente von anderen Stellen versetzt oder hinzugefügt. Bei Vogel sind 266 Gemmen katalogisiert.

### Verluste durch die Auslagerung in der Franzosenzeit
Während der Auslagerung von 1794 bis 1803 war der Schrein (wie der ganze Domschatz) auseinandergenommen und auf Kisten verteilt worden; nur ein Teil der Schätze kehrte 1803 in elf Kisten nach Köln zurück. Die drei mittelalterlichen Kronen des Häupterbretts waren zwischenzeitlich in Prag aufbewahrt worden, wurden jedoch 1803 zusammen mit anderen Edelmetallteilen aus dem Dom in der Darmstädter Münze eingeschmolzen. Außerdem hatten Notverkäufe das ihrige zu den Verlusten beigetragen. Es fehlte eine unklare Anzahl von Gemmen, nach Zwierlein-Diehl maximal 70, jedoch ausgerechnet alle, die in Vogels Katalog als „rar“ bezeichnet wurden und einige besonders große und qualitativ hochwertig verarbeitete Steine. („[man] gewinnt […] den Eindruck, daß die Verluste möglicherweise nicht ganz zufällig zustande kamen“)
Die im Jahr 1807 folgenden Restaurierungsarbeiten des Schreins durch den Goldschmied Wilhelm Pullack und seine Söhne leitete Kunstsammler und Theologe Ferdinand Franz Wallraf. Finanziert wurden die Maßnahmen durch Sach- und Geldspenden aus dem Kölner Bürgertum sowie einen größeren Betrag von Seiten der französischen Kaiserin Joséphine. Man entschied sich dennoch angesichts der dramatischen Verluste („de ruinis“) für eine drastische Maßnahme: Der Schrein wurde um ein ganzes Seitenjoch verkürzt, sodass die noch vorhandenen Beschlagstücke für die Restaurierung ausreichten. Seitliche Apostelfiguren wurden untereinander sowie Apostel- und Prophetenfiguren gegeneinander vertauscht, die Dächer oben vollständig erneuert, dabei die Rahmen auf den unteren Dachflächen wiederverwendet. Drei der sitzenden Apostelfiguren sowie die Figur des Cherubs von der Langseite waren verlorengegangen. Der verschwundene Christuszyklus auf den unteren Dachschrägen wurde durch einen gemalten typologischen Dreikönigszyklus von Benedikt Beckenkamp (in der Literatur meist als J. Beckenkamp) ersetzt.
Die Reliquien wurden im Januar 1807 in den restaurierten Schrein zurückgelegt, der seinen alten Platz in der Achskapelle erhielt. Nach einem kriminellen Zwischenfall 1820, bei dem zahlreiche Stücke der Frontseite gestohlen wurden, gab es eine erneute Restaurierung durch Wilhelm Pullack, wonach der Schrein 1822 wieder in der Achskapelle stand. Die gestohlenen Teile waren zwar schwer beschädigt, jedoch kurz nach dem Diebstahl wieder aufgefunden (und der Dieb verhaftet) worden.
Anlässlich der 700-Jahr-Feier der Übertragung der Reliquien im Jahr 1864 wurde nicht nur der Schrein geöffnet und die Reliquien untersucht, sondern auch der Schrein selbst von dem Goldschmied Gabriel Hermeling auseinandergenommen und gereinigt. Im Anschluss stand der Schrein bis 1920 in der Domschatzkammer.

### Zustand und Restaurierung nach dem Zweiten Weltkrieg

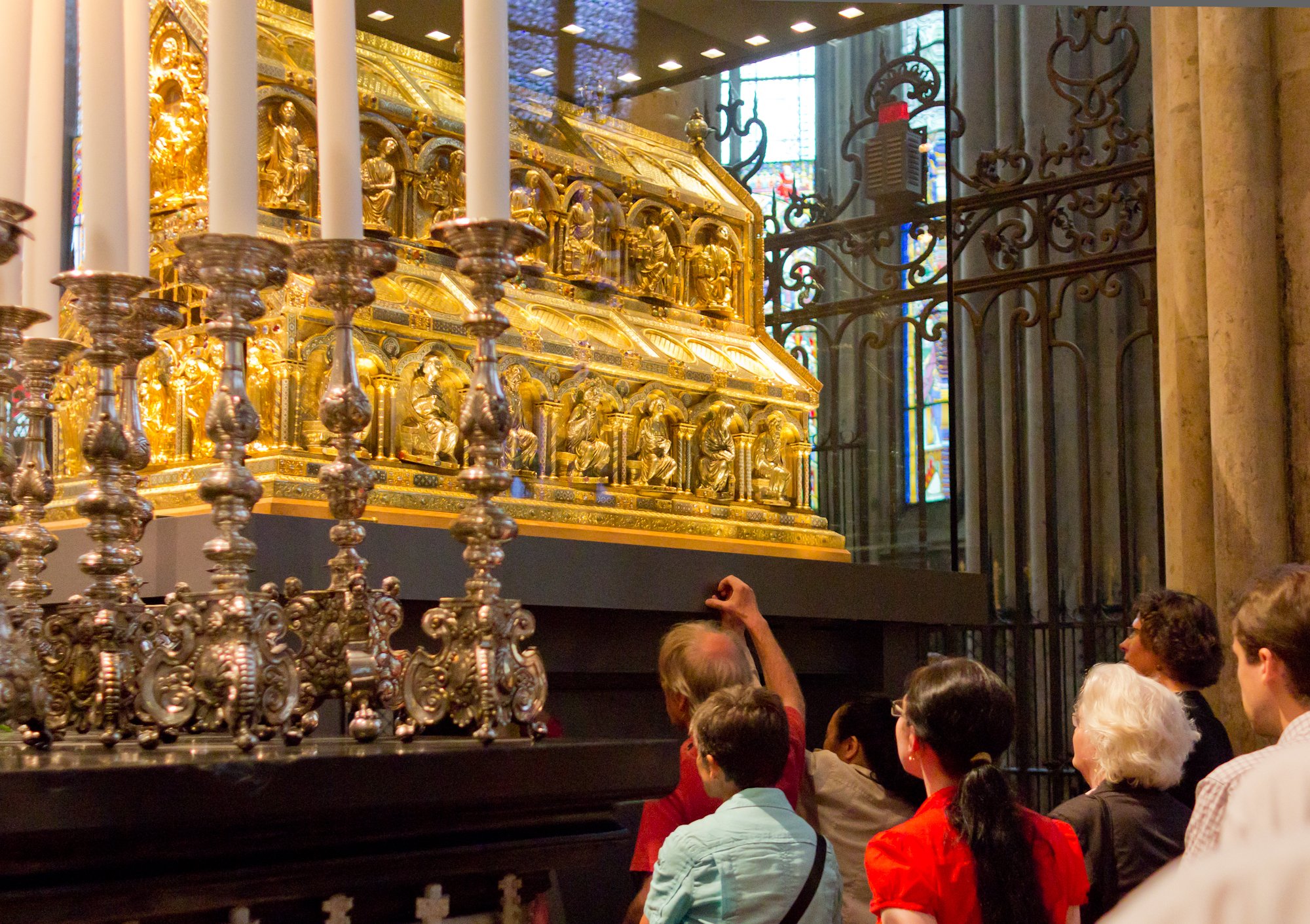
Zu besonderen Anlässen wie dem 850. Jahrestag der Übertragung der Gebeine können Gläubige unter dem Schrein hindurchgehen.

Zur Feier des Domjubiläums 1948 war der Schrein nach der Rückkehr aus der Evakuierung nur provisorisch zusammengesetzt worden. Unter Leitung von Joseph Hoster plante das Metropolitankapitel eine umfassende Restaurierung. Die Planung, bei der Hoster sich damit durchsetzte, nicht nur den Vorkriegszustand wiederherzustellen, sondern den originalgetreueren Zustand vor der Kürzung, zog sich bis 1961 hin. In dieser Zeit wurden der Zustand dokumentiert, die Gemmen inventarisiert und die notwendigen Geldmittel für die Arbeiten gesammelt. Insgesamt wurden 152 Gemmen neu erworben, um verlorene Stücke zu ersetzen.
1961 bis 1973 wurde der Schrein von den Goldschmieden Fritz Zehgruber, Peter Bolg und Elisabeth Treskow restauriert und ergänzt. Hierzu wurde der Schrein vollständig auseinandergenommen. Ein neuer Holzkern wurde angefertigt und die Beschlagteile – ca. 1500 Teile – neu geordnet. Darüber hinaus wurde der Sockel, vier Figuren, die vier Dachflächen sowie zahlreiche Emails und Filigrane neu geschaffen. Hierzu hatte Hoster bereits in den 1950er-Jahren über 2,5 kg Feingold, 4,4 kg Feinsilber, mehr als 700 Perlen, 230 Edelsteine, 100 Gemmen und Kameen angekauft (Bestand 1964: 9 kg Feingold, 15 kg Silber). Einige der in den Museen weltweit befindlichen Originalbeschläge konnten gegen Tausch zurückgewonnen werden und wurden an ihren Plätzen wieder angebracht.

### Historische Beschreibungen
- J. P. N. M. Vogel: Sammlung der prächtigen Edelgesteinen womit der Kasten der dreyen heiligen Weisen Königen in der hohen Erz-Domkirche zu Köln ausgezieret ist. Bonn 1781 (Digitalisat).
- Heinrich Joseph Floss: Dreikönigenbuch. Die Übertragung der hh. Dreikönige von Mailand nach Köln. Köln 1864 (Digitalisat).

### Ausstellungskataloge
- Der Meister des Dreikönigen-Schreins. Ausstellung im Erzbischöflichen Diözesan-Museum in Köln, 11. Juli – 23. August 1964. Köln 1964.
- Kölner Domblatt 23/24, 1964: Achthundert Jahre Verehrung der Heiligen Drei Könige in Köln.

### Wissenschaftliche Arbeiten und Aufsätze
- Dorothee Kemper: Die Goldschmiedearbeiten am Dreikönigenschrein. Bestand und Geschichte seiner Restaurierungen im 19. und 20. Jahrhundert Band 1: Textbeiträge, Band 2: Bilddokumentation, Band 3: Katalog und Anhang (= Studien zum Kölner Dom, Band 11). Verlag Kölner Dom, Köln 2014, ISBN 978-3-922442-78-3.
- Dietrich Kötzsche: Fragmente vom Dreikönigenschrein – Wo sind sie geblieben? In: Kölner Domblatt 74, 2009.
- Rolf Lauer: Der Schrein der Heiligen Drei Könige (= Meisterwerke des Kölner Domes Band 9). Köln 2006, ISBN 978-3-922442-53-0.
- Dietrich Kötzsche: Noch ein Relief vom Dreikönigenschrein? In: Kölner Domblatt 69, 2004.
- Dietrich Kötzsche: Gravierte Skizzen am Dreikönigenschrein. In: Kölner Domblatt 67, 2002.
- Erika Zwierlein-Diehl: Die Gemmen und Kameen des Dreikönigenschreines (= Studien zum Kölner Dom, Band 5). Köln 1998, ISBN 3-922442-25-0.
- Die Heiligen Drei Könige – Darstellung und Verehrung. Katalog zur Ausstellung des Wallraf-Richartz-Museums in der Josef-Haubrich-Kunsthalle, Köln. 1. Dezember 1982 bis 30. Januar 1983. Köln 1992.
- Walter Schulten: Die Restaurierung des Dreikönigenschreins. Ein Vorbericht für die Jahre 1961–1971. In: Kölner Domblatt 33/34, 1991.
- Rolf Lauer: Dreikönigenschrein. In: Anton Legner (Hrsg.): Ornamenta Ecclesiae. Kunst und Künstler der Romanik in Köln, Bd. 2, Köln 1985, S. 215–226.
- Walter Schulten: Kölner Reliquien. Die Gebeine der Heiligen Drei Könige. In: Anton Legner (Hrsg.): Ornamenta Ecclesiae. Kunst und Künstler der Romanik in Köln, Bd. 2, Köln 1985, S. 71–75.
- Peter Cornelius Claussen: Zum Stil der Plastik am Dreikönigenschrein. Rezeption und Reflexionen. In: Kölner Domblatt 42, 1977.
- Hans-Peter Diemer: Zum Darstellungsprogramm des Dreikönigenschreins. In: Kölner Domblatt 41, 1976.
- Walter Schulten: Der Schrein der Heiligen Drei Könige im Kölner Dom. Köln 1975.
- Richard Hamann-Mac Lean: Der Dreikönigenschrein im Kölner Dom. Bemerkung zur Rekonstruktion, Händescheidung und Apostelikonographie. In: Kölner Domblatt 33/34, 1971.

### Spezialthemen
- Herbert Rode: Der verschollene Christuszyklus am Dreikönigenschrein. Versuch einer Rekonstruktion und einer Analyse. In: Kölner Domblatt 30, 1969, in: Kölner Domblatt 33/34, 1971.
- Walter Schulten: Der Sinn der Wiederherstellung des Dreikönigenschreins. Aus der Rede am 5. Jan. 1974 im Kölner Dom zum Abschluß der Renovierung. In: Kölner Domblatt 38/39, 1974.
- Klaus Weyand: J. P. N. M. Vogels Buch über den Dreikönigenschrein von 1781 und drei zeitgenössische Handschriften. In: Kölner Domblatt 50, 1985 (Teil 1) und Kölner Domblatt 52, 1987 (Teil 2).
- Jürgen Petersohn: Der König ohne Krone und Mantel. Politische und kulturgeschichtliche Hintergründe der Darstellung Ottos IV. auf dem Kölner Dreikönigsschrein. In: Ders. (Hrsg.): Überlieferung – Frömmigkeit – Bildung als Leitthemen der Geschichtsforschung. Vorträge beim Wissenschaftlichen Kolloquium aus Anlass des Achtzigsten Geburtstags von Otto Meyer, Würzburg, 25. Oktober 1986. Reichert, Wiesbaden 1987, ISBN 3-88226-387-3, S. 54–82.
- Genevra Kornbluth: Ein karolingischer Kameo am Dreikönigenschrein im Kölner Dom. In: Kölner Domblatt 62, 1997.
- Ingo Matthias Demel: Das barocke Dreikönigenmausoleum im Kölner Dom. In: Kölner Domblatt 68, 2003, S. 209–290.
- Barbara Schock-Werner: Die Architekturmodelle am Dreikönigenschrein. In: Astrid Lang, Julian Jachmann (Hrsg.): Aufmaß und Diskurs. Festschrift für Norbert Nußbaum zum 60. Geburtstag. Lukas-Verlag, Berlin 2013, S. 119–134.